# Дипломатически мисии на Турция
Това са дипломатическите представителства на Турция по света с изключение на почетните консулства.
Турция е единствената страна в света, която има посолство в непризнатата Севернокипърска турска република. Няма друга държава по света, признала за суверенна държава тази част от Кипър. Няма и посолство в съседна Армения заради Нагорно-карабахския конфликт.

## Дипломатически представителства по света

### Европа
Албания
- Тирана (Посолство)[1]

 Австрия
- Виена (Посолство)[2]
- Брегенц (Генерално консулство)
- Залцбург (Генерално консулство)[3]
- Виена (Генерално консулство)[4]

 Азербайджан
- Баку (Посолство)
- Нахичеван (Генерално консулство)

 Беларус
- Минск (Посолство)

 Белгия
- Брюксел (Посолство)[5]
- Брюксел (Генерално консулство)[6]
- Антверпен (Генерално консулство)[7]

 Босна и Херцеговина
- Сараево (Посолство)[8]
- Мостар (Генерално консулство)

 България
- София (Посолство) [9][10]
- Бургас (Генерално консулство) [11]
- Пловдив (Генерално консулство)

 Хърватия
- Загреб (Посолство)[12]

 Севернокипърска турска република
- Никозия (Посолство)

 Чехия
- Прага (Посолство)[13]

 Дания
- Копенхаген (Посолство)[14]

 Естония
- Талин (Посолство)

 Финландия
- Хелзинки (Посолство)[15]

 Франция 
- Париж (Посолство)[17]
- Лион (Генерално консулство)
- Марсилия (Генерално консулство)[18]
- Париж (Генерално консулство)
- Страсбург (Генерално консулство)

 Грузия
- Тбилиси (Посолство)
- Батуми (Генерално консулство)

 Германия
- Берлин (Посолство)
- Берлин (Генерално консулство)[19]
- Кьолн (Генерално консулство)[20]
- Дюселдорф (Генерално консулство)
- Есен (Генерално консулство)
- Франкфурт на Майн (Генерално консулство)
- Хамбург (Генерално консулство)[21]
- Хановер (Генерално консулство)[22]
- Карлсруе (Генерално консулство)[23]
- Майнц (Генерално консулство)[24]
- Мюнхен (Генерално консулство)
- Мюнстер (Генерално консулство)
- Нюрнберг (Генерално консулство)
- Щутгарт (Генерално консулство)[25]

 Гърция
- Атина (Посолство)[26]
- Атина-Пиреус (Генерално консулство)[27]
- Комотини (Генерално консулство)[28]
- Родос (Генерално консулство)
- Солун (Генерално консулство)

 Ватикана
- Ватикана (Посолство)

 Унгария
- Будапеща (Посолство)[29]

 Ирландия
- Дъблин (Посолство)[30]

 Италия 
- Рим (Посолство)
- Милано (Генерално консулство)

 Казахстан
- Алмати (Посолство)
- Астана (Клон на дипломатическото бюро)

 Косово
- Прищина (Посолство)[32]

 Латвия
- Рига (Посолство)[33]

 Литва
- Вилнюс (Посолство)

 Люксембург
- Люксембург (Посолство)

 Северна Македония
- Скопие (Посолство)[34]

 Малта
- Валета (Посолство)

 Молдова
- Кишинев (Посолство)

 Черна гора
- Подгорица (Посолство)

 Холандия
- Хага (Посолство)
- Девентер (Генерално консулство)
- Ротердам (Генерално консулство)[35]

 Норвегия 
- Осло (Посолство)[37]

 Полша
- Варшава (Посолство)[38]

 Португалия
- Лисабон (Посолство)[39]

 Румъния
- Букурещ (Посолство)[40]
- Кюстенджа (Генерално консулство)

 Русия 
- Москва (Посолство)[42]
- Казан (Генерално консулство)
- Новоросийск (Генерално консулство)

 Сърбия
- Белград (Посолство)[43]

 Словакия
- Братислава (Посолство)[44]

 Словения
- Любляна (Посолство)

 Испания 
- Мадрид (Посолство)[46]

 Швеция
- Стокхолм (Посолство)[47]

 Швейцария 
- Берн (Посолство)[49]
- Женева (Генерално консулство)[50]
- Цюрих (Генерално консулство)

 Украйна
- Киев (Посолство)[51]
- Одеса (Генерално консулство)[52]

 Великобритания
- Лондон (Посолство)[53]
- Лондон (Генерално консулство)[54]

### Северна Америка
Канада
- Отава (Посолство)[55]

 Куба 
- Хавана (Посолство)

 Мексико 
- Мексико (Посолство)

 САЩ
- Вашингтон (Посолство)[58]
- Чикаго (Генерално консулство)
- Хюстън (Генерално консулство)[59]
- Лос Анджелис (Генерално консулство)[60]
- Ню Йорк (Генерално консулство)

### Южна Америка
Аржентина 
- Буенос Айрес (Посолство)

 Бразилия 
- Бразилия (Посолство)

 Чили 
- Сантяго де Чиле (Посолство)

 Венецуела 
- Каракас (Посолство)

### Близкия изток
Бахрейн
- Манама (Посолство)

 Иран
- Техеран (Посолство)[65]
- Табриз (Генерално консулство)
- Урмия (Генерално консулство)

 Ирак
- Багдад (Посолство)
- Мосул (Генерално консулство)

 Израел
- Тел Авив (Посолство)
- Ерусалим (Генерално консулство)[66]

 Йордания
- Аман (Посолство)

 Кувейт
- Кувейт (Посолство)[67]

 Ливан
- Бейрут (Посолство)[68]

 Оман
- Маскат (Посолство)

 Катар
- Доха (Посолство)

 Саудитска Арабия
- Рияд (Посолство)[69]
- Джеда (Генерално консулство)[70]

 Сирия
- Дамаск (Посолство)[71]
- Халеб (Генерално консулство)

 ОАЕ
- Абу Даби (Посолство)[72]
- Дубай (Генерално консулство)

 Йемен
- Сана (Посолство)

### Африка
Алжир 
- Алжир (Посолство)

 Демократична
Република Конго 
- Киншаса (Посолство)[75]

 Египет
- Кайро (Посолство)
- Александрия (Генерално консулство)

 Етиопия 
- Адис Абеба (Посолство)[77]

 Кения 
- Найроби (Посолство)[79]

 Либия
- Триполи (Посолство)[80]
- Бенгази (Генерално консулство)

 Мароко 
- Рабат (Посолство)

 Нигерия 
- Абуджа (Посолство)[83]

 Сенегал 
- Дакар (Посолство)

 ЮАР 
- Претория (Посолство)

 Судан 
- Хартум (Посолство)[87]

 Тунис
- Тунис (Посолство)

### Азия
Афганистан
- Кабул (Посолство)
- Мазари Шариф (Генерално консулство)

 Бангладеш 
- Дака (Посолство)

 Китай
- Пекин (Посолство)[89]
- Хонг Конг (Генерално консулство)[90]
- Шанхай (Генерално консулство)

 Тайван
- Тайпе (Търговско бюро)

 Индия 
- Ню Делхи (Посолство)

 Индонезия 
- Джакарта (Посолство)[93]

 Япония
- Токио (Посолство)[94]

 Киргизстан
- Бишкек (Посолство)[95]

 Малайзия 
- Куала Лампур (Посолство)

 Монголия
- Улан Батор (Посолство)[97]

 Пакистан
- Исламабад (Посолство)[98]
- Карачи (Генерално консулство)

 Филипини
- Манила (Посолство)

 Сингапур
- Сингапур (Посолство)[99]

 Южна Корея 
- Сеул (Посолство)[101]

 Тайланд 
- Банкок (Посолство)

- Душанбе (Посолство)

 Туркменистан
- Ашхабат (Посолство)

 Узбекистан
- Ташкент (Посолство)[103]

 Виетнам
- Ханой (Посолство)

### Океания
Австралия 
- Канбера (Посолство)[105]
- Мелбърн (Генерално консулство)[106]
- Сидни (Генерално консулство)[107]

 Нова Зеландия 
- Уелингтън (Посолство)

### Международни организации
ЕС
- Брюксел

НАТО
- Брюксел

 Бюро на ООН в Женева
- Женева

СТО
- Женева

 ИКАО
- Монреал

 ООН
- Ню Йорк [109]

ОИСР
- Париж[110]

 ЮНЕСКО
- Париж[111]

 Съветът на Европа
- Страсбург

ОССЕ
- Виена

 Бюро на ООН във Виена
- Виена